# Великолуцька операція
Великолуцька операція (рос. Великолукская операция) — фронтова наступальна операція радянських військ Калінінського фронту (командувач генерал-полковник Пуркаєв М. А.) на лівому фланзі групи армій «Центр» часів німецько-радянської війни. Операція Червоної армії, що проводилася силами 3-ї ударної армії генерал-лейтенанта Галицького К. М. за підтримки 3-ї повітряної армії з 25 листопада 1942 до 20 січня 1943 року, мала перед собою дві мети: скувати війська німців на центральній ділянці фронту та не допустити їх перекидання на сталінградський напрямок і звільнити місто Великі Луки. Радянські війська налічували близько 95,5 тисяч осіб, 743 гармат та мінометів й 390 танків. З німецької сторони Червоної армії протистояли 83-тя піхотна і 3-тя гірсько-піхотна дивізії Вермахту. Точної інформації щодо чисельності супротивника немає, проте, за деякими джерелами, німців було 50 тисяч.

## Зміст
Протягом боїв 25-28 листопада радянським військам вдалося прорвати німецьку оборону і оточити угруповання військ Вермахту у Великих Луках. Подальше просування у напрямку на Новосокольники наштовхнулося на сильний опір противника, тому військам 3-ї ударної армії довелося на деякий час перейти до оборони. Запеклі бої в районі Новосокольників тривали до самого завершення Великолуцької операції, проте звільнити місто так і не вдалося.
З середини грудня почалися активні контрудари німецьких військ по флангах наступаючого угруповання Червоної армії, спрямовані на деблокування оточених сил у Великих Луках. До 15-16 січня 1943 обстановка склалася важка, противнику вдалося пробити в напрямку міста клин глибиною близько 10 і шириною 3 кілометри.
16 січня для «зрізання» цього виступу була підтягнута свіжа стрілецька дивізія з резерву фронту, яка і завдала удару під основу. До оточеного угруповання німці пробитися так і не змогли, і в ході боїв 16-17 січня 1943 місто було звільнене, а німецький гарнізон капітулював. За радянськими даними, у Великих Луках було взято 3 944 полонених, включаючи 54 офіцерів. Великими були також трофеї, захоплені в місті 113 гармат, 29 шостиствольних реактивних мінометів, 58 звичайних мінометів, 20 танків і штурмових гармат.
20-21 січня також був остаточно «зрізаний» виступ ворожого прориву. Фронт стабілізувався. Наступальна операція з визволення Великих Луків була закінчена.